# Gewerbliche Spielvermittlung
Gewerbliche Spielvermittlung (auch unabhängige Spielvermittlung, Lotterievermittlung) betreibt in Deutschland, wer, ohne Annahmestelle, Lotterieeinnehmer oder Wettvermittlungsstelle zu sein, entweder einzelne Spielverträge an einen Veranstalter vermittelt, oder Spielinteressenten zu Spielgemeinschaften zusammenführt und deren Spielbeteiligung dem Veranstalter – selbst oder über Dritte – vermittelt, sofern die jeweils in der Absicht geschieht, durch diese Tätigkeit nachhaltig Gewinn zu erzielen. Öffentliche Glücksspiele dürfen nur mit Erlaubnis der zuständigen Behörde des jeweiligen Bundeslandes vermittelt werden. Das Vermitteln ohne diese Erlaubnis sowie die Mitwirkung an Zahlungen im Zusammenhang mit unerlaubtem Glücksspiel sind nach dem Glücksspieländerungsstaatsvertrag (GlüÄndStV) verboten.
Derzeit gibt es in Deutschland 11 zugelassene gewerbliche Spielvermittler. (Stand: 9. Januar 2024)

## Tätigkeitsfeld
Spielvermittlung bezeichnet in Deutschland den Verkauf der in Deutschland zugelassenen Lotterien der Monopolisten an den Kunden. Es werden keine eigenen Lotterien angeboten, sondern die Teilnahme an den staatlichen Lotterien vermittelt. Die Vermittlung ist der Vertrieb der monopolistischen Glücksspiele durch private Gewerbetreibende.
Für die Anschaffung der zur Vermittlung benötigten Technik sowie zur Werbung sind gewerbliche Spielvermittler selbst verantwortlich. Anders als die Annahmestellen bekommen sie keine Unterstützung von den Lotteriegesellschaften.
Die gewerblichen Spielvermittler vermitteln die Produkte des Deutschen Lotto- und Totoblocks und der Klassenlotterien. Durch ständige Investitionen und Innovationen sorgen sie zudem für neue Ideen, die Lotto auch weiterhin interessant machen sollen. Die Existenz der gewerblichen Spielvermittler ist wettbewerbsfördernd und trägt damit maßgeblich zur dauerhaften Bindung der Kunden bei.

## Entwicklung
Bis zur Einführung des Glücksspielstaatsvertrags im Jahr 2006 haben die gewerblichen Spielvermittler maßgeblich zur Absatzsteigerung der Produkte staatlicher Lotterieunternehmen beigetragen. Jährlich generierten sie mit knapp 2 Milliarden Euro nahezu 20 % sämtlicher Lotteriespieleinsätze. Die gewerblichen Spielvermittler waren zudem Vorreiter für das Lotteriespiel im Internet. Der Internetvertrieb entstand in den 90er Jahren und spricht vor allem eine jüngere Zielgruppe an.
Innovation und besondere Serviceorientierung standen schon immer im Mittelpunkt. So hat der Aufbau des erfolgreichen Online-Vertriebs dazu beigetragen neue Zielgruppen zu erschließen und bereits bestehendes Publikum zu binden. Zudem bieten unabhängige Spielvermittler hohe Sicherheit und Transparenz, die sich ebenfalls deutlich attraktivitätssteigernd auswirken.
Von den Innovationen und daraus resultierenden Erfolgen der unabhängigen Spielvermittler profitieren dabei auch die Länder. Die gesteigerten Einnahmen fließen in gemeinnützige Projekte und kommen so der Allgemeinheit zugute.
Von 2008 bis 2012 ist herrschte ein absolutes Online-Vertriebsverbot für Lotterien. Aus dieser Einschränkung durch den resultierten Gewinneinbrüche bis zu 86 %. Viele der unabhängigen Vermittler können sich seitdem nicht mehr halten und mussten zum Teil Insolvenz anmelden, bzw. sich geschäftlich aus Deutschland zurückziehen, weil wirtschaftliches Arbeiten de facto nicht mehr möglich war.

## Gesetzliche Regelungen
Als gesetzliche Grundlage für die gewerbliche Spielvermittlung gilt der 2008 in Kraft getretene Glücksspielstaatsvertrag. Gewerbliche Spielvermittler unterliegen der Aufsicht der Länder. Um eine Genehmigung zu erhalten, gilt es, eine Reihe von Anforderungen zu erfüllen.

### Voraussetzungen
Die Voraussetzungen um eine Lizenz zur Lottovermittlung zu bekommen, sind nicht wirklich festgeschrieben. So existiert zwar ein Anforderungskatalog, doch je nach Bundesland werden die dort genannten Kriterien unterschiedlich interpretiert.

#### Anforderungskatalog
Im „Anforderungskatalog Gewerbliche Spielvermittlung“ finden sich die wichtigsten Kriterien, die erfüllt werden müssen, um gewerbliche Spielvermittlung zu betreiben. Grundsätzlich zielt der Anforderungskatalog darauf ab, Sicherheit und Transparenz zu garantieren und Spielerschutz zu gewährleisten. Geprüft werden u. a. die Vertriebswege, das Produktangebot und das Geschäftskonzept. Dieser Katalog soll helfen, staatlich kontrolliertes Spielen in geregelten Bahnen zu ermöglichen. Da die Anforderungen jedoch sehr offen formuliert sind, variiert die tatsächliche Auslegung der Bundesländer mitunter stark. Dies erschwert den Antragsprozess erheblich – besonders für jene Vermittler, die Erlaubnisse in mehreren Bundesländern anstreben – da die mehrfache Antragstellung mit erheblichem bürokratischem und finanziellen Aufwand verbunden ist.

#### Genehmigung
Vermittlungserlaubnisse für die gewerbliche Vermittlung staatlicher Lotterien werden von den jeweils zuständigen Glücksspielaufsichtsbehörden der Bundesländer vergeben. Eine solche Vermittlungserlaubnis ist auf das jeweilige Landesgebiet beschränkt. Ergo sind 16 einzelne Erlaubnisse erforderlich, um bundesweit agieren zu dürfen. Die Erlaubnisse selbst werden in diesem Fall gebündelt von der zuständigen Gemeinsamen Glücksspielbehörde der Länder mit Sitz in Halle (Sachsen-Anhalt) vergeben. Werbeerlaubnisse für Fernsehen und Internet müssen gesondert beantragt werden. Dasselbe gilt für Internetvermittlungserlaubnisse.
Auf die Erteilung einer Vermittlungs- oder Werbeerlaubnis besteht auch bei Erfüllung aller vom Land aufgestellten Kriterien kein Rechtsanspruch.

### Glücksspielstaatsvertrag (GlüStV)
Die gewerbliche Spielvermittlung ist gemäß § 19 GlüStv geregelt. Darüber hinaus hat der Glücksspielstaatsvertrag jedoch erhebliche Auswirkungen auf die Tätigkeit der gewerblichen Spielvermittler. Starke Einschränkungen in den Bereichen Werbung und Vertrieb stellen in Kombination mit unzureichenden Provisionen eine akute Existenzbedrohung für die Unternehmen dar.

## Interessenvertretung: Deutscher Lottoverband (DLV)
Der Deutsche Lottoverband vertritt seit 2006 die Interessen der unabhängigen Lotterievermittler in Deutschland. Der DLV setzt sich aktiv und konstruktiv für eine umfassende neue Lotterie-Regulierung ein, die ein faires Miteinander von staatlichen und privatwirtschaftlichen Anbietern ermöglichen und so den Markt nachhaltig sichern und die Marke „Lotto“ schützen soll. Diese Regulierung muss den Bedürfnissen einer modernen und digitalen Gesellschaft gerecht werden, um auch in Zukunft hierzulande und im internationalen Wettbewerb bestehen zu können.
Präsident des Deutschen Lottoverbandes ist Norman Faber.